# یارانه‌های سوخت فسیلی

یارانه‌های سوخت فسیلی به ازای هر نفر، ۲۰۱۹. یارانه‌های سرانه سوخت‌های فسیلی قبل از کسر مالیات، بر اساس دلار آمریکا محاسبه می‌شوند.

یارانه‌های سوخت‌های فسیلی به عنوان سهمی از تولید ناخالص داخلی، ۲۰۱۹. یارانه‌های سوخت‌های فسیلی قبل از کسر مالیات، به عنوان سهمی از کل تولید ناخالص داخلی در نظر گرفته می‌شوند.

یارانه سوخت‌های فسیلی، یارانه انرژی بر روی سوخت‌های فسیلی است. تحت یک تعریف محدود، یارانه‌های سوخت‌های فسیلی در سال ۲۰۲۲ در مجموع حدود ۱٫۵ تریلیون دلار بوده است. تحت تعریف جامع‌تر، مجموع آنها حدود ۷ تریلیون دلار بود. این موارد ممکن است شامل تخفیف‌های مالیاتی بر مصرف، مانند مالیات فروش کمتر بر گاز طبیعی برای گرمایش منازل مسکونی؛ یا یارانه‌های تولید، مانند تخفیف‌های مالیاتی بر اکتشاف نفت، باشد. یا ممکن است اثرات جانبی منفی رایگان یا ارزان باشند؛ مانند آلودگی هوا یا تغییرات اقلیمی ناشی از سوزاندن بنزین، گازوئیل و سوخت جت. برخی از یارانه‌های سوخت فسیلی از طریق تولید برق، مانند یارانه برای نیروگاه‌های زغال‌سنگ، پرداخت می‌شوند.
حذف یارانه‌های سوخت‌های فسیلی، خطرات آلودگی هوا بر سلامت را کاهش می‌دهد، و انتشار جهانی کربن را تا حد زیادی کاهش می‌دهد و در نتیجه به محدود کردن تغییرات اقلیمی کمک می‌کند. تا تاریخ ۲۰۲۱ محققان سیاست‌گذاری تخمین می‌زنند که پول بسیار بیشتری صرف یارانه‌های سوخت‌های فسیلی می‌شود تا یارانه‌های کشاورزی مضر برای محیط زیست یا یارانه‌های آب مضر برای محیط زیست آژانس بین‌المللی انرژی می‌گوید: «قیمت بالای سوخت‌های فسیلی بیشترین آسیب را به فقرا وارد می‌کند، اما یارانه‌ها به ندرت به خوبی برای محافظت از گروه‌های آسیب‌پذیر هدفمند می‌شوند و معمولاً به نفع بخش‌های مرفه‌تر جمعیت هستند.»
با وجود اینکه کشورهای گروه ۲۰ متعهد شده‌اند که یارانه‌های ناکارآمد سوخت‌های فسیلی را به تدریج حذف کنند، تا تاریخ ۲۰۲۳ آنها به دلیل تقاضای رأی‌دهندگان، یا برای امنیت انرژی ادامه می‌یابند.

## تعریف
یارانه‌های سوخت‌های فسیلی به عنوان «هر اقدام دولتی که هزینه تولید انرژی سوخت‌های فسیلی را کاهش می‌دهد، قیمت دریافتی توسط تولیدکنندگان انرژی را افزایش می‌دهد یا قیمت پرداختی توسط مصرف‌کنندگان انرژی را کاهش می‌دهد» توصیف شده‌اند. در نظر گرفتن اثرات جانبی منفی مانند هزینه‌های بهداشتی، منجر به مجموع بسیار بزرگتری می‌شود. بنابراین، طبق تعریف صندوق بین‌المللی پول، آنها بسیار بزرگتر از تعاریف OECD و آژانس بین‌المللی انرژی (IEA) هستند.
بسته به سهم تولید شده توسط سوخت‌های فسیلی، می‌توان یارانه‌های برق و گرما را در نظر گرفت. گاهی اوقات در مورد اینکه از کدام تعریف استفاده شود، اختلاف نظر وجود دارد: برای مثال، دولت بریتانیا در سال ۲۰۲۱ اعلام کرد که از تعریف IEA استفاده می‌کند و به سوخت‌های فسیلی یارانه نمی‌دهد، اما دیگران در همان سال گفتند که طبق تعریف OECD، این کار را انجام می‌دهد.

## اندازه‌گیری
یارانه‌ها را می‌توان از طریق جمع‌بندی یارانه‌های مستقیم دولتی، مقایسه قیمت‌ها در یک کشور با قیمت‌های بازار جهانی، و گاهی با تلاش برای در نظر گرفتن هزینه‌های آسیب به سلامت انسان و اقلیم، برآورد کرد. بر اساس گزارش هیئت بین‌دولتی تغییرات اقلیم در سال ۲۰۲۳، تعیین قیمت واقعی سوخت‌های فسیلی که بازتاب‌دهنده هزینه‌های واقعی آن‌ها باشد، می‌تواند تا سال ۲۰۳۰ انتشار جهانی دی‌اکسید کربن را تا ۱۰٪ کاهش دهد. مؤسسه بین‌المللی توسعه پایدار (IISD) نیز اعلام کرده است که کشورهای گروه هفت باید هر سال یارانه‌های خود را مطابق باسند ۲۰۳۰ یونسکو از اهداف توسعه پایدار (SDG) در زمینه یارانه‌های سوخت فسیلی منتشر کنند.
هزینه مالی حمایت دولت‌ها از سوخت‌های فسیلی در سال ۲۰۲۳ به ۱٫۱ تریلیون دلار آمریکا رسید که بخش عمده‌ای (۹۰٪) از آن مربوط به مصرف سوخت‌های فسیلی بود. هزینه مالی حمایت از مصرف‌کنندگان خانگی در این سال ۱۸۹ میلیارد دلار و برای صنایع تولیدی و دیگر بخش‌های صنعتی ۱۰۳٫۸ میلیارد دلار بوده است. سازمان توسعه و همکاری اقتصادی (OECD) اعلام کرد که «بیشتر این حمایت‌ها فاقد هدف‌گذاری نظام‌مند برای اقشار نیازمند بوده‌اند که این امر نگرانی‌هایی را در زمینه عدالت و کارآمدی به‌وجود می‌آورد.»
مشوق‌های اقتصادی برای کاهش کربن از طریق مالیات بر سوخت، مالیات بر کربن، سامانه‌های تجارت انتشار (ETSs) و مکانیزم‌های حمایتی کاهش‌دهنده قیمت – که در مجموع با نرخ مؤثر خالص کربن (Net Effective Carbon Rate یا Net ECR) سنجیده می‌شوند – به‌طور متوسط برابر با ۱۴ یورو به ازای هر تن معادل دی‌اکسیدکربن (€/tCO2e) در سال ۲۰۲۳ بوده است. سهم انتشار گازهای گلخانه‌ای تحت پوشش Net ECR مثبت ۴۲٪ بوده و تنها ۲۷٪ از این انتشارها تحت پوشش قیمت‌گذاری صریح کربن (یعنی مالیات بر کربن یا سامانه‌های تجارت انتشار) قرار گرفته‌اند.: 4 